# Museo del Agua (Uruguay)
El Museo del Agua también conocido como Museo Máquina Vapor se encuentra en la localidad de Aguas Corrientes, Canelones, Uruguay en la Antigua Usina de Aguas Corrientes.

## Características

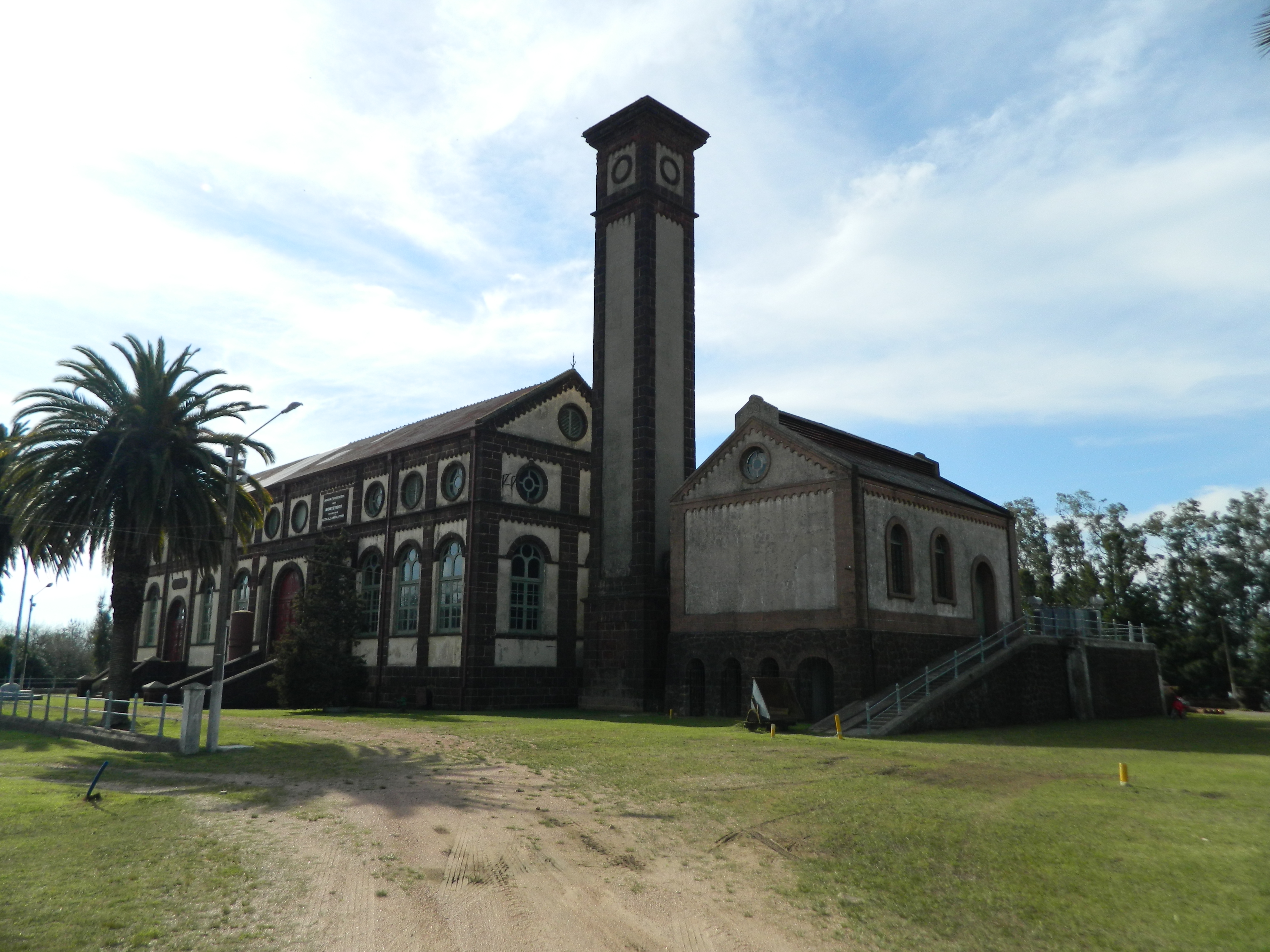
Edificio de la vieja Usina de la Compañía de Aguas Corrientes.

El museo fue inaugurado en 2006 por convenio entre el Ministerio de Educación, Obras Sanitarias del Estado y la Intendencia de Canelones en la Antigua Usina de Aguas Corrientes que fue declarada Monumento Histórico Nacional por Resolución 141/988.
La obra de la Antigua Usina de Aguas Corrientes fue comenzada el 3 de octubre de 1868 por los hermanos Dionisio y Juan Azcoytia y fue inaugurada el 18 de julio de 1871. 
Es administrado por la Comuna Canaria de la Intendencia Municipal de Canelones y es dependiente de Obras Sanitarias del Estado (OSE).
El Museo del Agua tiene una arquitectura sobria con revestimiento de piedra rojiza característica del siglo XIII y XIV. Posee amplios ventanales y arcos en el exterior. En el interior, cuenta con escaleras y entrepisos de hierro fundido de Inglaterra.
Cuenta con una sala con objetos y maquinaria relacionada con la potabilización del agua.

## Muestras estables
En el interior hay una sala de máquinas con una gran nave central.
El Museo del Agua cuenta con muestras estables sobre el procesamiento del agua como recurso material y capital de la humanidad. 
El museo tiene como objetivo que el público aprenda sobre este recurso y sobre la historia de la Antigua Usina de Aguas Corrientes.
El Día del Patrimonio en Uruguay, Obras Sanitarias del Estado organiza visitas guiadas al museo con ómnibus que parten del edificio central en dos horarios: 10:30 y 14 horas.